# Purshia mexicana
Purshia mexicana ist eine Pflanzenart aus der Gattung Purshia innerhalb der Familie der Rosengewächse (Rosaceae). Sie kommt im nördlichen Teil des westlichen Mexikos, in der Region der Sierra Madre Occidental vor. Ein englischsprachiger Trivialname ist Mexican cliffrose.

## Beschreibung
Purshia mexicana ist ein immergrüner Strauch oder kleiner Baum der bis zu 7 Meter hoch wächst. Der Stammdurchmesser erreicht etwa 30 Zentimeter. Die Borke ist gräulich.
Die wechselständigen Laubblätter an den Kurztrieben sind verkehrt-ei- oder spatelförmig und an der zerschnittenen Spitze bis siebenlappig. Der meist ganze Rand ist umgebogen, die stumpfen Blätter sind etwa 1,5–2,5 Zentimeter lang. Die fast kahle Oberseite ist drüsig und die Unterseite behaart und teils drüsig.
Die Blüten erscheinen einzeln und endständig an Kurztrieben. Die weißen bis gelblichen und kurz gestielten, fünfzähligen Blüten sind zwittrig mit doppelter Blütenhülle. Es ist ein teils behaarter und drüsiger Blütenbecher und in Diskus vorhanden. Der Kelch ist außen drüsig, die Kronblätter sind verkehrt-eiförmig. Es sind viele, kurze Staubblätter und einige kurze Stempel ausgebildet.
Es werden gerippte und lang geschnäbelte Achänen mit federig behaartem Schnabel gebildet.

## Vorkommen
Das Verbreitungsgebiet von Purshia mexicana reicht vom Westen der Mexikanischen Hochebene und der südlichen Sierra Madre Occidental im Süden nordwärts bis in eine kleine Region im nordwestlichen Sonora; das Verbreitungsgebiet ist in der Kordillere von Chihuahua südwärts über Durango und Zacatecas und den größten Teil nördlich der Sierra Volcánica Transversal kontinuierlich, auch wenn einige disjunkte Populationen in der Sierra Volcánica Transversal existieren.
In ihrem meist bergigen oder hochgelegenen Verbreitungsgebiet wächst Purshia mexicana in Wäldern, Wüsten und den Lebensräumen der Hochebene.

## Inhaltsstoffe
Stenophyllanin A, ein Tannin, ist ein sekundärer Pflanzeninhaltsstoff von Purshia mexicana.

## Systematik
Die Erstbeschreibung erfolgte 1825 unter dem Namen Cowania mexicana D.Don durch David Don in Transactions of the Linnean Society of London, Volume 14, Issue 3, S. 575, Tafel 22, Figur 1–6. Die Neukombination zu Purshia mexicana (D.Don) S.L.Welsh wurde 1986 durch Stanley Larson Welsh in Great Basin Naturalist, Band 46, Issue 2, S. 260 veröffentlicht.
Purshia stansburyana, im Südwesten der Vereinigten Staaten beheimatet, wird gelegentlich als Varietät von Purshia mexicana betrachtet.